# Myagrum
- Commons
- Wikispecies

Myagrum L. é um género botânico pertencente à família Brassicaceae.

## Espécies
| - Myagrum aegyptiacum - Myagrum aegyptium - Myagrum alpinum - Myagrum alyssum | - Myagrum americanum - Myagrum amphibium - Myagrum amplexicaule - Myagrum aquaticum |

- Lista completa

## Classificação do gênero
| Sistema | Classificação                         | Referência               |
| ------- | ------------------------------------- | ------------------------ |
| Linné   | Classe Tetradynamia, ordem Siliculosa | Species plantarum (1753) |